# Церковь Святого Стефана (Кирхдорф)
Церковь Святого Стефана (нем. Pfarrkirche St. Stephan) — римско-католическая приходская церковь, расположенная в районе Кирхдорф баварского города Бад-Вёрисхофен. Позднеготическое здание было построено на месте церкви-предшественницы около 1500 года и было обновлено в XVIII веке. Храм, расположенный в центре бывшей деревни, является памятником архитектуры.